# Inam Karur
Inam Karur é uma panchayat (vila) no distrito de Kapur, no estado indiano de Tamil Nadu.

## Demografia
Segundo o censo de 2001,  Inam Karur  tinha uma população de 45,254 habitantes. Os indivíduos do sexo masculino constituem 50% da população e os do sexo feminino 50%. Emam Karur tem uma taxa de literacia de 75%, superior à média nacional de 59.5%: a literacia no sexo masculino é de 82% e no sexo feminino é de 66%. Em Inam Karur, 11% da população está abaixo dos 6 anos de idade.